# Kanton Beaurepaire
Kanton Beaurepaire (fr. Canton de Beaurepaire) je francouzský kanton v departementu Isère v regionu Rhône-Alpes. Skládá se z 15 obcí.

## Obce kantonu
- Beaurepaire
- Bellegarde-Poussieu
- Châlons
- Cour-et-Buis
- Jarcieu
- Moissieu-sur-Dolon
- Monsteroux-Milieu
- Montseveroux
- Pact
- Pisieu
- Pommier-de-Beaurepaire
- Primarette
- Revel-Tourdan
- Saint-Barthélemy
- Saint-Julien-de-l'Herms